# K.O.D.
K.O.D. è il nono album in studio del rapper statunitense Tech N9ne, pubblicato nel 2009.

## Tracce
1. Show Me a God – 3:41
2. The Warning (Skit) – 0:31
3. Demons (featuring Three 6 Mafia) – 5:23
4. Blackened the Sun – 4:26
5. Strange Music Box (featuring Brotha Lynch Hung & Krizz Kaliko) – 4:11
6. Sundae (Skit) – 0:25
7. Check Yo Temperature (featuring Sundae & T-Nutty) – 4:32
8. B. Boy (featuring Big Scoob, Bumpy Knuckles, Kutt Calhoun & Skatterman) – 5:29
9. Hunterish (featuring Irv Da Phenom & Krizz Kaliko) – 3:47
10. The Pick Up (Skit) – 1:15
11. In the Trunk – 4:25
12. Pinocchiho – 2:10
13. Horns (featuring King Gordy & Prozak) – 3:59
14. Interview with Jason Whitlock (Skit) – 2:21
15. It Was An Accident (featuring Alan Wayne) – 3:44
16. Shadows on the Road – 3:28
17. Low – 3:33
18. Messages (Skit) – 1:38
19. Killing You – 3:36
20. Leave Me Alone – 3:52
21. Prayer - By Brother K.T. (Skit) – 0:42
22. K.O.D. (featuring Mackenzie O'Guin) – 5:14
23. The Martini (featuring Krizz Kaliko) – 5:27